# Тирничени
Тирни́чени (болг. Търничени) — село в Старозагорській області Болгарії. Входить до складу общини Павел-Баня.

## Населення
За даними перепису населення 2011 року у селі проживали 899 осіб.
Національний склад населення села:
| Національність   | Кількість осіб | Відсоток |
| ---------------- | -------------- | -------- |
| болгари          | 386            | 45,0%    |
| турки            | 277            | 32,3%    |
| цигани           | 186            | 21,7%    |
| інша             | 0              | 0%       |
| не визначились   | 8              | 0,9%     |
| Всього відповіли | 857            |          |

Розподіл населення за віком у 2011 році:
Динаміка населення: